# Velký Roudný

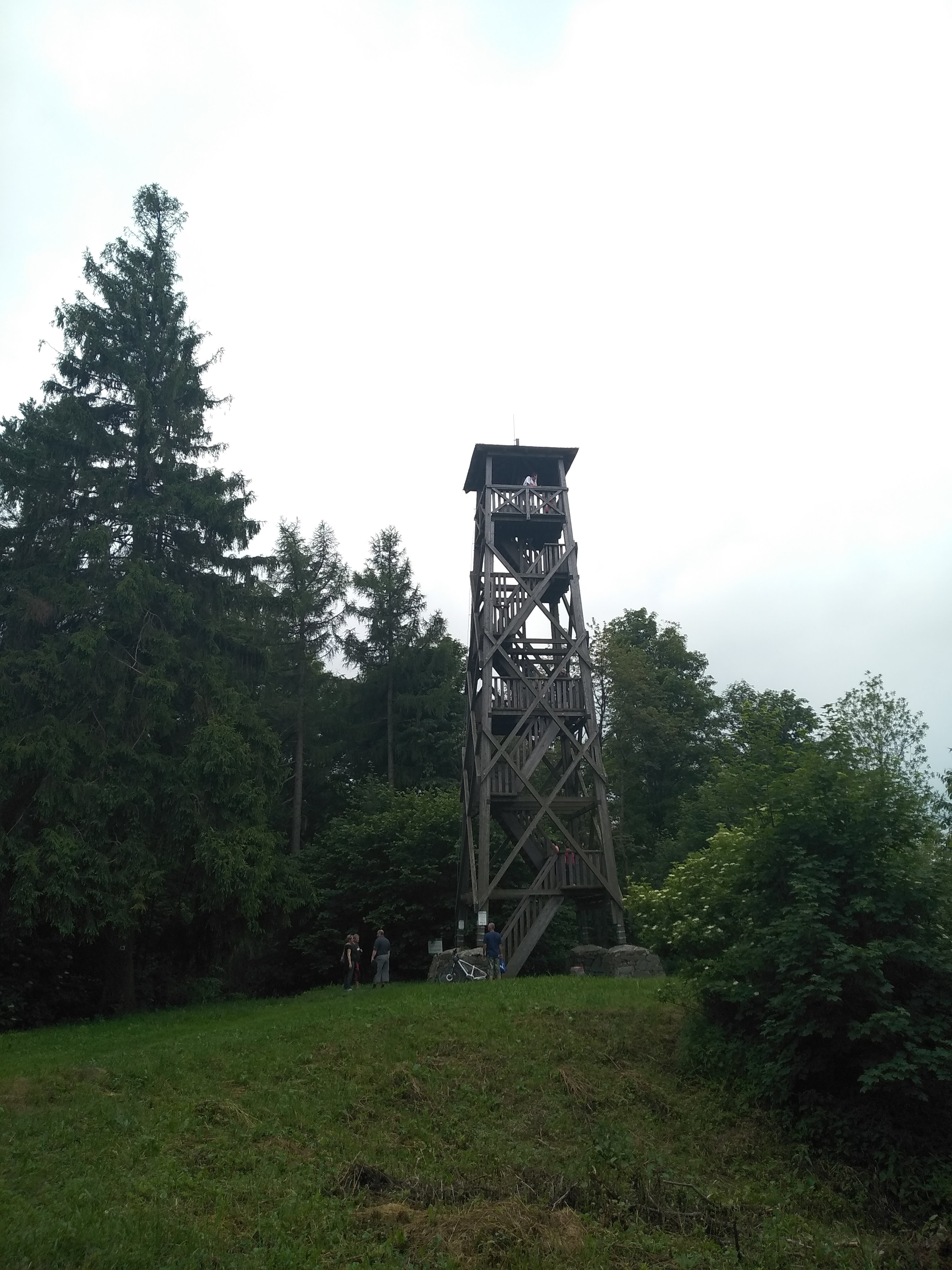
Wieża widokowa na szczycie

Velký Roudný – wygasły wulkan w Sudetach, o wysokości 780 m n.p.m., nad jeziorem Śląska Harta, w gminie Roudno, w kraju morawsko-śląskim, w Czechach. Powierzchnia góry wynosi  81 ha.
Był on czynny jeszcze w okresie czwartorzędu. Kopuła wulkanu ma spłaszczony wierzchołek, zbudowany z porowatej lawy.
Od 1933 na szczycie wzniesienia znajduje się kaplica, do której prowadzi droga krzyżowa. Na szczycie znajduje się również 20-metrowa, sześciopiętrowa wieża widokowa.
Ścieżka na szczyt ma swój początek we wsi Roudno.